# Massimiliano Randino
Massimiliano Randino (Pagani, 16 agosto 1977 – Kabul, settembre 2009) è stato un militare italiano, primo caporal maggiore della Brigata paracadutisti "Folgore", insignito della Croce d'Onore alla memoria.

## Biografia
Nato a Pagani, residente fino al 1992 a Cava de' Tirreni, poi a Nocera Superiore, per circa dieci anni presta servizio nell'Esercito Italiano: dal 2001 al 2007 prende parte a diverse missioni di pace internazionali, in Kosovo, in Afghanistan e in Iraq. Dal 31 gennaio 2009 è in forza al 183º Reggimento paracadutisti "Nembo" della Brigata paracadutisti "Folgore" di Pistoia, con cui partecipa alla sua terza missione ISAF in Afghanistan. 
Il 17 settembre 2009 è tra le vittime di un attacco suicida a Kabul. Due blindati Lince in servizio di scorta sono affiancati da un'autobomba: nell'esplosione perdono la vita sei militari italiani della Folgore, oltre a numerosi civili afgani..
Il 21 settembre 2009 sono celebrati i solenni funerali di stato nella Basilica di San Paolo fuori le mura a Roma.
Attualmente è sepolto nel cimitero comunale di Cava de'Tirreni.

## Riconoscimenti
Il 23 dicembre 2009 con decreto del Presidente della Repubblica è stato insignito della Croce d'Onore alla memoria, che è stata consegnata alla famiglia il 6 maggio 2010 dal Ministro della Difesa Ignazio La Russa, alla presenza del presidente Giorgio Napolitano, con la seguente motivazione:
Il Comune di Cava de' Tirreni, d'intesa con l'Amministrazione della Provincia di Salerno, ha decretato l'intitolazione a Massimiliano Randino della nuova strada provinciale, nel tratto compreso tra i comuni di Nocera Superiore e Cava de' Tirreni.
A Massimiliano Randino è stata intitolata l'8 maggio 2016 anche la sede di Croce Rossa Italiana (Comitato locale di Agro) del gruppo di Nocera Superiore.